# منتخب بنغلاديش للكابادي
منتخب بنغلاديش للكابادي (بالبنغالية: বাংলাদেশ জাতীয় কাবাডি দল)‏ هو ممثل بنغلاديش الرسمي في المنافسات الدولية في كابادي
.